# Герб Сент-Вінсент і Гренадин
Державний герб Сент-Вінсент і Гренадин — офіційний геральдичний символ держави Сент-Вінсент і Гренадин.
Герб складається з квітки бавовни, емблеми та стрічки з текстом латиною «Мир і Правосуддя». Емблема заснована на колоніальному варіанті, що використовувався з 1907 по 1979 рік, на якому зображені дві жінки у класичних римських сукнях, одна з пальмовою гілкою, інша зі стиснутими руками.